# جوزيف فيتز
جوزيف فيتز (بالألمانية: Joseph Fitz)‏ هو عسكري نمساوي، ولد في 24 مايو 1886 في النمسا، وتوفي في 24 فبراير 1945.